# Kirkja
Kirkja (IPA: [ˈtʃʰɪɻtʃʰa], danska: Kirke) är en av de två byarna på ön Fugloy i Färöarna. Orten utgör tillsammans med grannorten Hattarvík kommunen Fugloys kommun. I likhet med Hattarvík ligger Kirkja  svårtillgängligt från vattnet på grund av klipporna. Därför har man byggt en betongkaj med trappor upp till bebyggelsen. Namnet för orten kommer sig av att det fanns en kyrka här på medeltiden. Den nuvarande kyrkan uppfördes 1933.
Vid folkräkningen 2015 hade Kirkja 27 invånare.

## Befolkningsutveckling
| Befolkningsutvecklingen i Kirkja 1985–2015 | Befolkningsutvecklingen i Kirkja 1985–2015 | Befolkningsutvecklingen i Kirkja 1985–2015 | Befolkningsutvecklingen i Kirkja 1985–2015 | Befolkningsutvecklingen i Kirkja 1985–2015 |
| ------------------------------------------ | ------------------------------------------ | ------------------------------------------ | ------------------------------------------ | ------------------------------------------ |
|                                            |                                            |                                            |                                            |                                            |
| År                                         |                                            |                                            | Folkmängd                                  |                                            |
| 1985                                       | 1985                                       |                                            | 32                                         |                                            |
| 1990                                       | 1990                                       |                                            | 24                                         |                                            |
| 1995                                       | 1995                                       |                                            | 21                                         |                                            |
| 2000                                       | 2000                                       |                                            | 23                                         |                                            |
| 2005                                       | 2005                                       |                                            | 27                                         |                                            |
| 2010                                       | 2010                                       |                                            | 24                                         |                                            |
| 2015                                       | 2015                                       |                                            | 27                                         |                                            |
|                                            |                                            |                                            |                                            |                                            |

## Bildgalleri

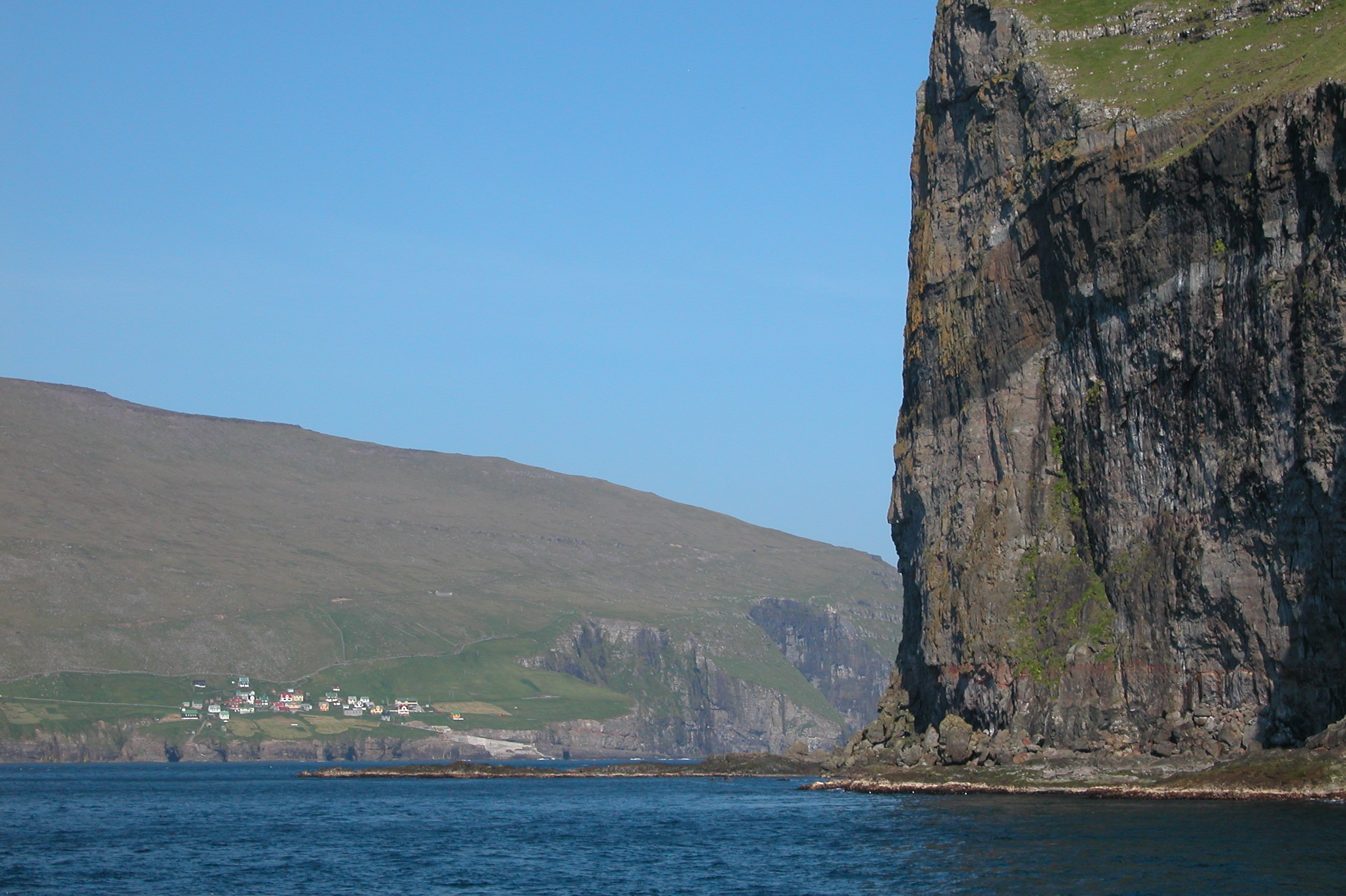
Kirkja på Fugloy med Svínoys nordspets i förgrunden.
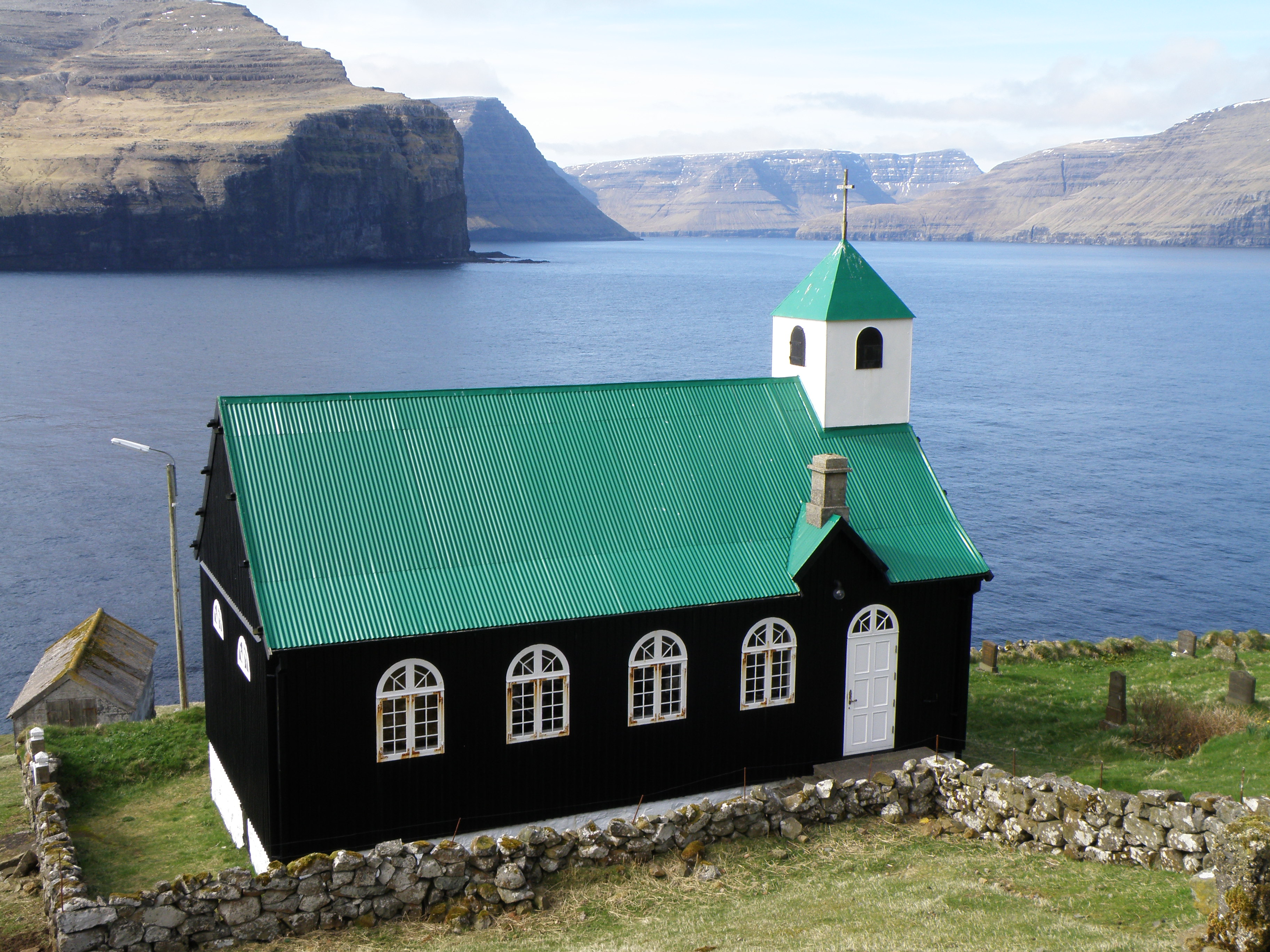
Kyrkan i Kirkjabygden. I bakgrunden ses Svínoy (t.v.) och andra Norðoyar.